# Parque Nacional Gunung Mulu
O Parque Nacional de Gunung Mulu em Miri, no Bornéu malaio, é um Património Mundial da UNESCO que contem incríveis cavernas e formações cársticas, numa montanhosa floresta-das-chuvas. O parque é famoso pelas suas cavernas e várias expedições foram montadas para as explorar, bem como às florestas que as rodeiam.
O parque de 52.864 ha contem 17 zonas de vegetação, exibindo cerca de 3.500 espécies de plantas vasculares. As suas espécies de palmeiras são excepcionalmente ricas, com 109 espécies em 20 géneros descobertos. O parque é dominado pelo Gunung Mulu, um pináculo de arenito com 2.337 metros de altura. Pelo menos 295 km de cavernas exploradas providenciam uma espectacular vista e são casa para milhões de morcegos. A câmara de Sarawak, neste parque, é a maior caverna conhecida no mundo.
Hoje, o parque é o destino turístico mais popular em Sarawak. Os visitantes podem permanecer na sede do parque, a The Matumau Lodge nas margens do rio Melinau, ou no Royal Mulu Resort.